# Espaço Rap Série Especial
Espaço Rap Série Especial é uma edição especial da coletânea musical de rap Espaço Rap, produzida por vários artistas do gênero. Foi lançada em 2001 e contém 20 faixas, dez em cada CD.

## Faixas
CD 1
1. Mundo da Lua - SNJ
2. Fogo na Bomba - De Menos Crime
3. Lembranças - Consciência Humana
4. A Vingança - Face da Morte
5. Só Sangue Bom - Realidade Cruel
6. Eu Sou uma Droga - Rap Sensation
7. Click Clack Bang - Conexão do Morro
8. É o Terror - Gog
9. Sem Fé - Expressão Ativa
10. Durma com os Anjos - Produto da Rua

CD 2
1. Us Manos e as Minas - Xis
2. Dia de Visita - Realidade Cruel
3. Marcas da Adolescência - Visão de Rua
4. Bomba H - Face da Morte
5. H. Aço - DMN
6. Malandragem Dá um Tempo - Thaíde & DJ Hum
7. Brasília Periferia Parte 2 - Gog
8. Babilônia (remix) - Império Z/o
9. Isso aqui é uma Guerra - Facção Central
10. Cada um Cada um - Combinação Lethal